# Emily Cordner-Pinkerton
Pour les articles homonymes, voir Pinkerton.
 (août 2021).
Emily Cordner-Pinkerton (vers 1859 - 1902) est une éditrice irlandaise.

## Biographie
Emily Cordner-Pinkerton est née Emily Cordner, probablement à Newry dans le comté de Down autour de 1859. Ses parents sont William Henry et Mathilde Cordner (née McCracken). Ils sont propriétaires d'une boutique de bijouterie et d'horlogerie. Elle a au moins trois frères. Enfant, Cordner-Pinkerton contracte la fièvre rhumatismale qui génère un affaiblissement du cœur et affecte sa santé pour l'ensemble de sa vie. Pendant un certain temps après la mort de son père, elle enseigne la musique. Le 31 janvier 1894, elle épouse le révérend Samuel Pinkerton, qui est le ministre de la première église presbytérienne de Newry. Samuel ajoute le nom de sa femme au sien, ce qui est plutôt inhabituel pour l'époque. Tous les deux s'intéressent au nationalisme irlandais, en particulier aux travaux de John Mitchel et John Martin.
En 1897, elle commence à publier avec la première de cinq publications annuelles, The open window. Elles contiennent des informations d'intérêt local, sur la langue irlandaise, des articles historiques, des réflexions sur la vie de l'époque ainsi que de la publicité. Ces publications contiennent de nombreuses photos, certaines prises par Emily Cordner-Pinkerton et son mari. En plus de sa publication, elle mène également ses fonctions en tant que femme du ministre. Le couple a deux fils et deux filles. Les grossesses multiples affaiblissent encore davantage son cœur et elle meurt d'une insuffisance cardiaque le 2 août 1902.